# Calliandra laevis
Calliandra laevis är en ärtväxtart som beskrevs av Joseph Nelson Rose. Calliandra laevis ingår i släktet Calliandra och familjen ärtväxter. Inga underarter finns listade i Catalogue of Life.